# The Aristocrats
The Aristocrats es un supergrupo formado en el año 2011. Está conformado por los músicos Guthrie Govan, Bryan Beller y Marco Minnemann. El nombre de la banda fue inspirado en el famoso tabú de "Los Aristócratas".

## Historia

### Inicios
La banda fue formada después de un recital en el Winter NAMM en enero de 2011. Originalmente el guitarrista seleccionado para ese concierto era Greg Howe, sin embargo fue reemplazado a último momento por Guthrie Govan. Guthrie añadió después: "La química entre los tres fue tan grande, que cuando nos bajamos del escenario todos dijimos: 'Está funcionando. Deberíamos grabar esto.'" La banda se encontraría luego en la ciudad de Chicago para grabar su álbum debut, el cual tomó dos semanas aproximadamente.

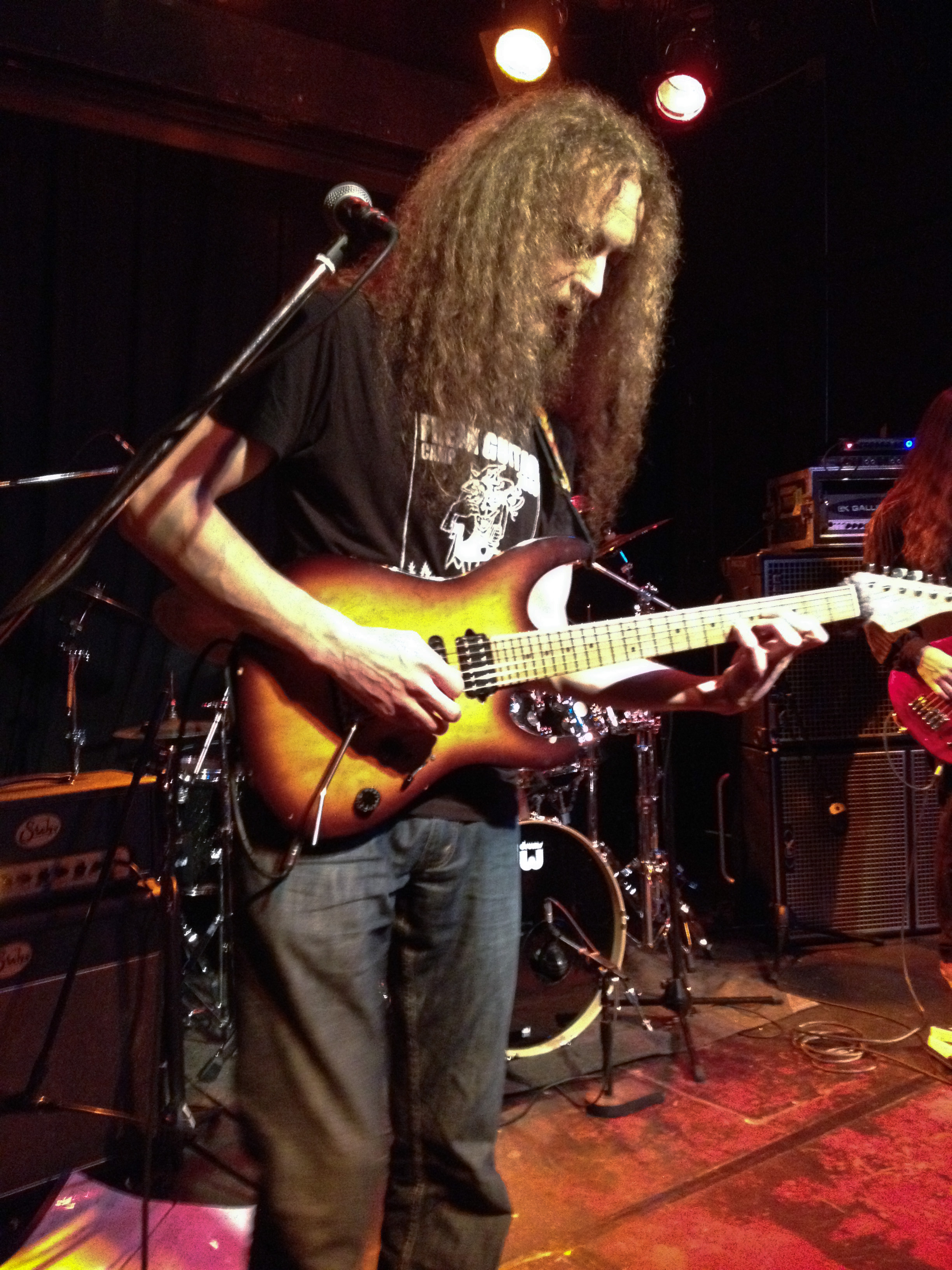
Guthrie Govan, guitarrista de The Aristocrats.

El álbum fue un claro reflejo de sus influencias, combinando el rock progresivo clásico (King Crimson), el rock instrumental (Steve Vai, Joe Satriani), el rap metal (Rage Against the Machine) y algunos tintes absurdos similares al estilo de Frank Zappa. El bajista Bryan Beller declaró: "Terminamos usando las influencias de cada uno".
Después del lanzamiento de su álbum debut en 2011, el trío salió de gira en el 2012. Ese mismo año se publicó su primer álbum en directo, Boing, We'll Do It Live!, con material grabado de dos recitales en Los Ángeles, California. Durante estos conciertos la banda tocó material de su primer álbum además de canciones de los proyectos solistas de cada uno de los músicos.

### 2013-actualidad
En julio de 2013 fue publicado Culture Clash, seguido por una gira de soporte; primero en Norteamérica en 2013 y luego en Europa, Sudamérica y Asia en 2014. Después de la gira, se publicó el segundo álbum en directo: Culture Clash Live!, el 20 de enero de 2015.
En 2015 la banda publica su tercer álbum de estudio: Tres Caballeros. En soporte del álbum, se realizó una gira por Norteamérica en 2015 y por Europa en 2016.
En 2016 la banda tomó parte en la gira G3, junto a los guitarristas Joe Satriani y Steve Vai.

## Discografía

### Estudio
- The Aristocrats (2011)
- Culture Clash (2013)
- Tres Caballeros (2015)
- You know what? (2019)
- Duck (2024)

### En Vivo
- Boing, We'll Do It Live! (2012)
- Culture Clash Live! (2015)
- Secret Show: Live in Osaka (2015)
- FREEZE! Live in Europe (2020)

## Músicos
- Guthrie Govan – guitarra
- Bryan Beller – bajo
- Marco Minnemann – batería